# Ädelfors

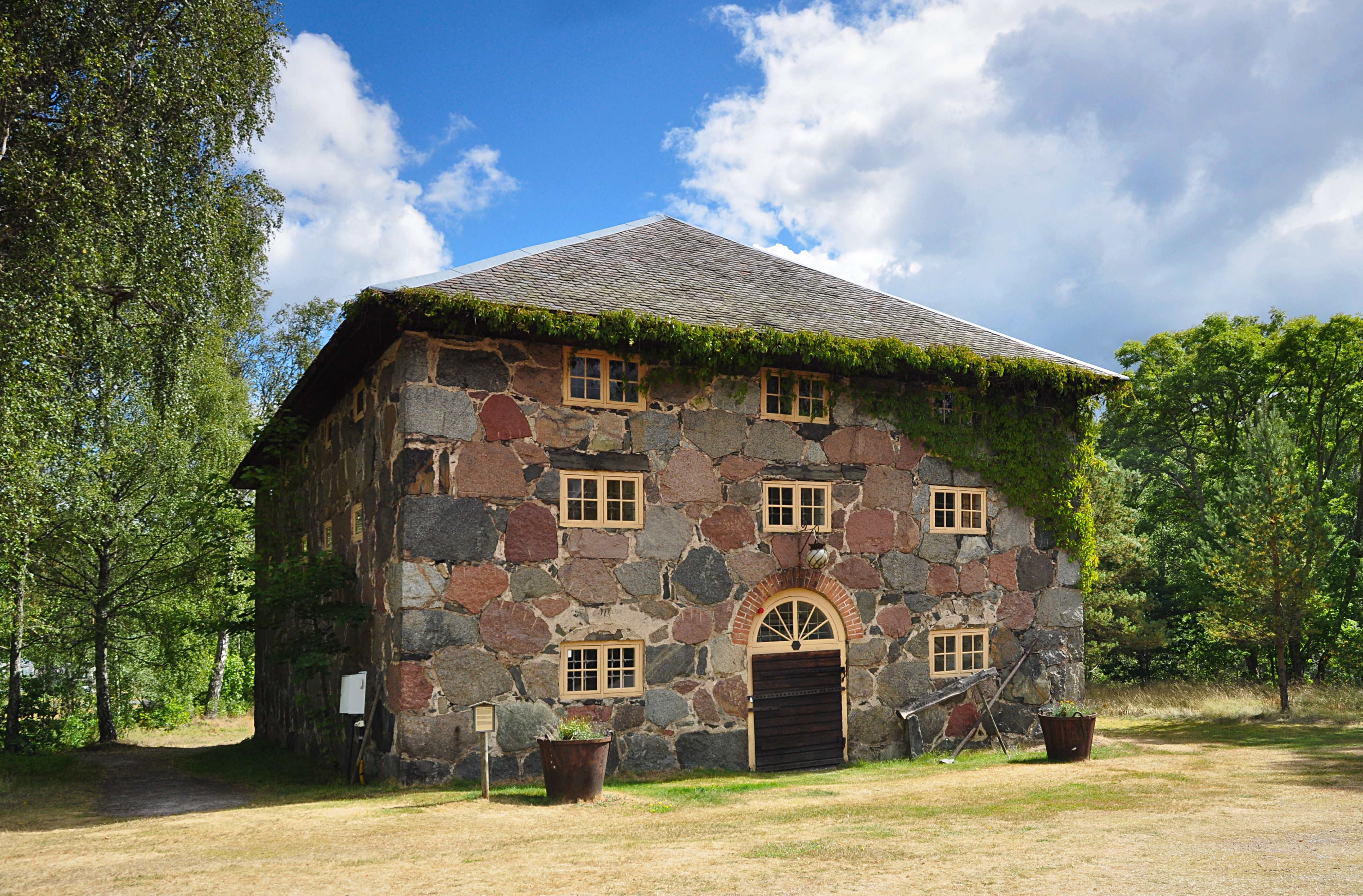
Stenmagasinet (Steinmagazin, 2016)

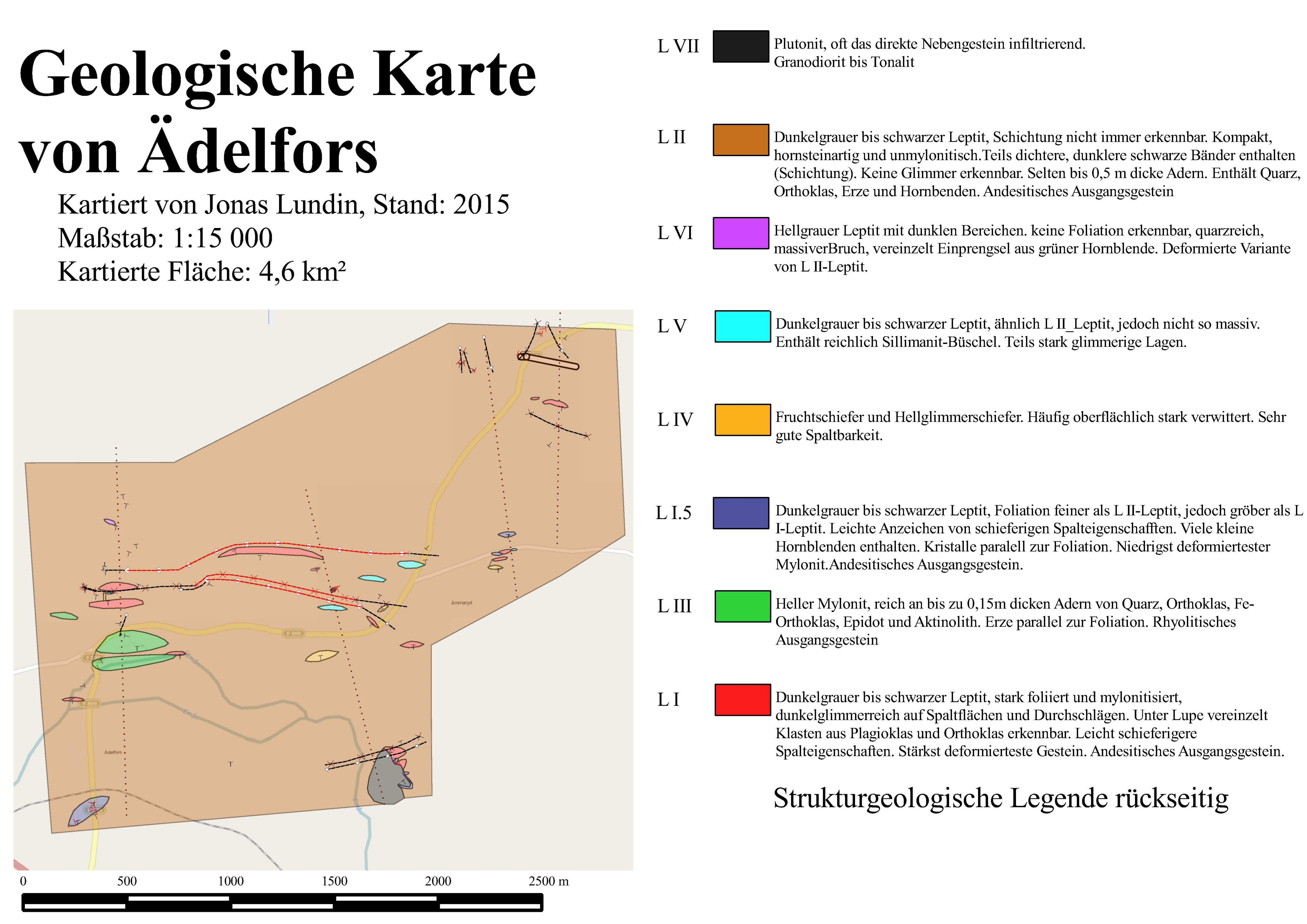
Geologische Karte von Ädelfors

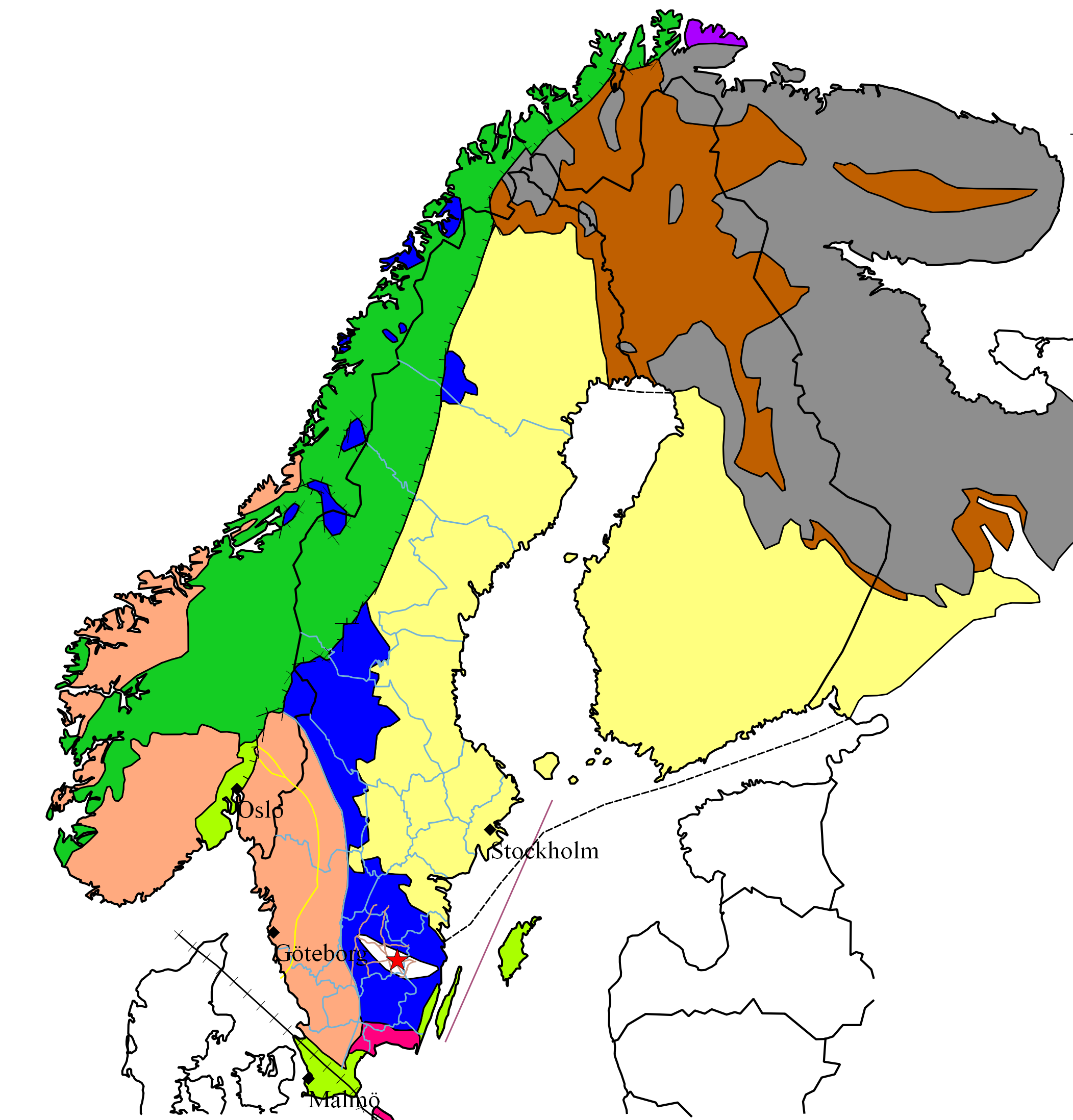
Geologische Einheiten des Baltischen Schildes, OJB in weiß, Ädelfors mit Stern markiert. Svekofenniden in gelb und TIB in blau.

Ädelfors ist eine Industriesiedlung inmitten von Småland. Heute besteht sie nur aus wenigen Häusern und knapp 50 Einwohnern, jedoch war sie in der Vergangenheit ein wichtiger Ort zur Goldgewinnung in Schweden, so waren dort nicht nur Schwedens erste Goldmine, sondern auch Stampfwerke und Hüttenwerke.
Ädelfors besteht aus einer Ansammlung von Häusern, welche sich allesamt in der Nähe des Flusses Emån und einem Stausee befinden. Die älteren Hauser befinden sich am Nordufer des Flusses in der Nähe der ehemaligen Werke. Bis zum Jahr 2005 war Ädelfors als Småort in der Gemeinde Vetlanda klassifiziert.

## Geologie
Ädelfors liegt in einer besonderen Zone innerhalb des TIBs (Transskandinavischer Magmatitgürtel) mit dem Namen Oskarshamn-Jönköping-Gürtel (OJB), welche sich von Jönköping im Westen bis nach Oskarshamn im Osten erstreckt. Es wird auch diskutiert, dass sich dieser Gürtel noch weiter in den Osten erstreckt und die Basis von Gotland bildet.
Laut Lahtinen (2010) soll sich dieser Gürtel sogar bis nach West-Litauen erstrecken, woraus sich eine Ausdehnung von ca. 500 km ergeben würde. Dafür sprechen ähnliche Lithologien (Metasedimente), welche zu einem ähnlichen Zeitpunkt (1,83 Ga) metamorph überprägt wurden. Sicher ist jedoch, dass der zum jetzigen Zeitpunkt bekannte OJB eine Länge von ca. 150 km besitzt. Wie groß auch immer die Ausdehnung in den Osten ist, können die restlichen Grenzen recht klar definieren werden.
Der Kontakt zwischen OJB und TIB lässt sich jedoch im Gelände nicht feststellen, da er zwischen ihnen entweder von den Graniten und Vulkaniten des TIBs überdeckt oder durch Scherzonen abgetrennt ist. Letztere verlaufen hauptsächlich NW-SE.
Der OJB hebt sich von den umgebenden Graniten und Porphyren durch die Zusammensetzung von Metasedimentiten und Metavulkaniten ab. Diese bestehen hauptsächlich aus Meta-Arkosen und Meta-Konglomeraten, untergeordnet treten auch tonalitische Magmatite auf.
Die Gesteine gehören zur sog. Vetlanda-Supergruppe. Am südwestlichen Rand lassen sich Mafite mit MORB-Charakter finden. Diese könnte entweder auf ein back-arc oder auf Magmatismus in einem fore-arc-Becken hinweisen.
Auf diesen andersartigen Gürtel weisen auch Messungen der Krustentiefe hin, welche in der Umgebung des OJBs von 45 km auf 55 km steigt. Nironen (1997) schlägt ein tektonisches Modell vor, bei dem der OJB im Schlepptau eines Terrans in Mittelschweden durch Subduktion in den heutigen Norden wanderte. Nach diesem Modell bildete sich vor 1,88 Ga eine Subduktionszone heraus, wo der Nordteil unter den Südteil subduziert wurde. Diese Zone bildete einen Bogen, welcher sich vom Norden Stockholms in Richtung Osten bis nach Malmö fortsetzt, wo sie in Richtung Süden weiterführt.
Bis zu 1,85 Ga wurde die Subduktionszone kleiner und es fanden möglicherweise Scherbewegungen im Süden statt. Gleichzeitig kam es zu Extensionsbewegungen im Norden der Subduktionszone sowie zur Herausbildung einer weiteren Subduktionszone im Westen der dieser.
Weiter wurde der Terran zu einem stärkeren Bogen deformiert. Dieser bildet heute die Regionen Bergslagen und Sörmland, in welchen ebenfalls viel Bergbau betrieben wurde.
Im tektonischen Modell von Nironen taucht der OJB erstmals bei 1,82 Ga auf. Nironen beschreibt den OJB ebenfalls als Gebiet mit Inselbogenmagmatismus oberhalb der nach Südosten abtauchende Subduktionszone.
Laut Andersson et al. (2004) entstand dieser Gürtel durch die Kollision von Inselbögen und die Subduktion von ozeanischer Kruste zwischen den Bögen. Dies geschah zwischen 1,84 und 1,82 Ga, wobei die Akkretion vom Kontinentalrand Richtung Ozean stattfand.
Zu diesem Zeitpunkt war die Svekofennische Orogenese größtenteils abgeschlossen, kurz danach fand im OJB Inselbogenvulkanismus statt. Außerdem intrudierten zu dieser Zeit die TIB0-Magmatite, sowie durch Kontinentalrandmagmatismus verursachte Magmatite.
Dieser Gürtel wurde deformiert, bevor die Magmatite des TIBs vor 1,81-1,77 Ga intrudierten. Im Anschluss an den OJB-Magmatismus fand der Magmatismus im TIB1 statt, welcher zusammen mit TIB2 und TIB3 den OJB teilweise überdeckt.
Die genaue Grenze zwischen dem OJB und dem TIB wurde durch mehrere duktile Scherzonen zerstört, welche beide Einheiten in Richtung WNW-ESE durchqueren.
Nach der Bildung des OJBs und des TIBs intrudierten doleritische Dykes. Diese sind teilweise mehr als 15 km lang.
Teils wurde in älterer Literatur behauptet, dass der OJB erst in der Gotischen Orogenese gebildet wurde. Dies entspricht jedoch einer veralteten Meinung. Anhand von nicht näher beschriebenen radiometrischen Messungen konnte festgestellt werden, dass die Gesteine des OJBs mit den Svekofennischen Gesteinen korrelieren.
Wie bereits erwähnt besteht der OJB vor allem aus Metasedimenten und sauren Metavulkaniten. Im Westen dominieren die Metasedimente, während ab 15°10´geographischer Breite zum Osten hin die Metavulkanite stark zunehmen und sich als langgestreckte Linsen innerhalb der Metasedimente befinden.
Um Ädelfors lassen sich vor allem dunkle Metavulkanite antreffen, in denen sich stellenweise Metasedimentite, wie z. B. Knoten- und Glimmerschiefer, finden lassen. Im Gelände auffällig sind die im äußersten SE gefundenen unmetamorphen Magmatite. Dort macht der Fluss Emån einen Knick, wobei das Ufer sehr steil ansteigt, stellenweise mit 68 % Steigung.

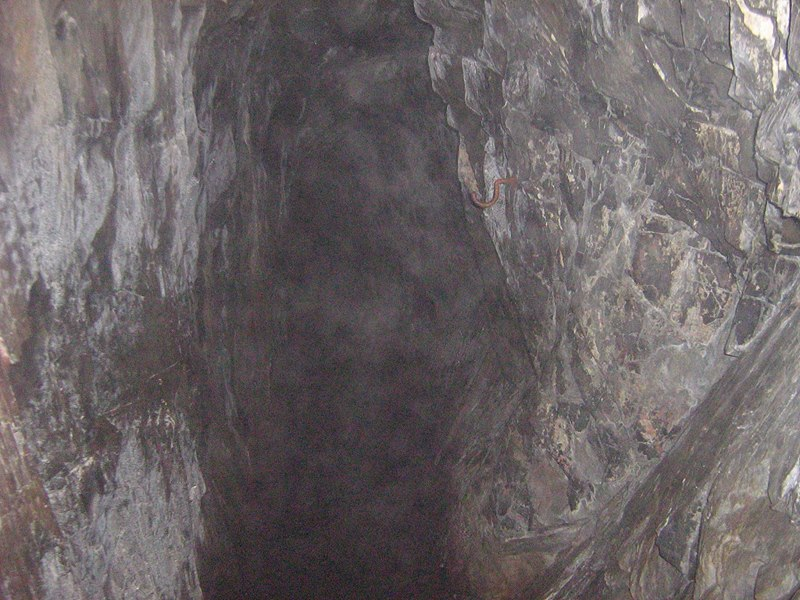
Innerhalb der Ädelfors Gruva

Das Gebiet ist stark gefaltet worden. Die Spur der Faltenachsenebene verläuft grob WSW-ENE, wobei sie teilweise in der östlichen Hälfte des Arbeitsgebietes nach NE abknicken. Es konnten fünf Synklinalen und vier Antiklinalen festgestellt werden und dieses auf 1,5 km.